# FIS Cup w skokach narciarskich 2020/2021
FIS Cup w skokach narciarskich 2020/2021 – 16. edycja FIS Cupu, która rozpoczęła się 3 października 2020 w Râșnovie, a zakończyła 28 lutego 2021 w Oberhofie. W ramach cyklu rozegrano 14 konkursów.
Zgodnie z założeniami pierwszych planowanych terminarzy opublikowanych w maju 2020, w skład cyklu miało wchodzić 13 konkursów (5 rozegranych latem, 8 zimą). 
W czerwcu 2020 FIS opublikowała zaktualizowany kalendarz zawodów, zgodnie z którym zaplanowany został dodatkowy konkurs w Râșnovie oraz przeniesiono inauguracyjne zawody z 4 września 2020 na 29 sierpnia 2020. W kolejnym miesiącu ogłoszono, iż konkursy w Pjongczangu oraz Villach nie odbędą się. 7 sierpnia 2020 poinformowano o przeniesieniu zawodów w Râșnovie z przełomu sierpnia i września na 3-4 października.
W grudniu 2020 odwołano zawody w Zhangjiakou, a następnie w Notodden. Na początku stycznia kalendarz uzupełniono o dodatkowe zawody w Szczyrku zaplanowane na 19 i 20 stycznia 2021.

## Kalendarz zawodów
| Lp.                                                             | Data                                                            | Miejscowość                                                     | HS                                                              | Uwagi                                                           | 1. miejsce           | 2. miejsce           | 3. miejsce        |
| --------------------------------------------------------------- | --------------------------------------------------------------- | --------------------------------------------------------------- | --------------------------------------------------------------- | --------------------------------------------------------------- | -------------------- | -------------------- | ----------------- |
| —                                                               | 12 września 2020                                                | Pjongczang                                                      | HS-109                                                          | –                                                               | odwołany             | odwołany             | odwołany          |
| —                                                               | 13 września 2020                                                | Pjongczang                                                      | HS-109                                                          | –                                                               | odwołany             | odwołany             | odwołany          |
| —                                                               | 5 października 2020                                             | Villach                                                         | HS-98                                                           | –                                                               | odwołany             | odwołany             | odwołany          |
| —                                                               | 6 października 2020                                             | Villach                                                         | HS-98                                                           | –                                                               | odwołany             | odwołany             | odwołany          |
| 1.                                                              | 3 października 2020                                             | Râșnov                                                          | HS-97                                                           | –                                                               | Jewhen Marusiak      | Sorin Mitrofan       | Andrei Feldorean  |
| 2.                                                              | 4 października 2020                                             | Râșnov                                                          | HS-97                                                           | –                                                               | Witalij Kaliniczenko | Jewhen Marusiak      | Benedikt Holub    |
| 3.                                                              | 12 grudnia 2020                                                 | Kandersteg                                                      | HS-106                                                          | –                                                               | Niklas Bachlinger    | Stefan Rainer        | Maximilian Ortner |
| 4.                                                              | 13 grudnia 2020                                                 | Kandersteg                                                      | HS-106                                                          | –                                                               | Niklas Bachlinger    | Stefan Rainer        | Daniel Tschofenig |
| 5.                                                              | 9 stycznia 2021                                                 | Zakopane                                                        | HS-140                                                          | –                                                               | Elias Medwed         | Stefan Huber         | Jernej Presečnik  |
| 6.                                                              | 10 stycznia 2021                                                | Zakopane                                                        | HS-140                                                          | –                                                               | Elias Medwed         | Ulrich Wohlgenannt   | Jernej Presečnik  |
| 7.                                                              | 19 stycznia 2021                                                | Szczyrk                                                         | HS-104                                                          | –                                                               | Richard Freitag      | Mika Schwann         | Jarosław Krzak    |
| 8.                                                              | 20 stycznia 2021                                                | Szczyrk                                                         | HS-104                                                          | –                                                               | Philipp Raimund      | Timon-Pascal Kahofer | David Siegel      |
| —                                                               | 23 stycznia 2021                                                | Notodden                                                        | HS-98                                                           | –                                                               | odwołany             | odwołany             | odwołany          |
| —                                                               | 24 stycznia 2021                                                | Notodden                                                        | HS-98                                                           | –                                                               | odwołany             | odwołany             | odwołany          |
| —                                                               | 27 stycznia 2021                                                | Zhangjiakou                                                     | HS-106                                                          | –                                                               | odwołany             | odwołany             | odwołany          |
| 9.                                                              | 6 lutego 2021                                                   | Lahti                                                           | HS-100                                                          | –                                                               | Hannes Landerer      | Dominik Peter        | Maximilian Ortner |
| 10.                                                             | 7 lutego 2021                                                   | Lahti                                                           | HS-100                                                          | –                                                               | Dominik Peter        | Maximilian Ortner    | Žak Mogel         |
| 11.                                                             | 20 lutego 2021                                                  | Villach                                                         | HS-98                                                           | –                                                               | Maximilian Ortner    | Francisco Mörth      | Stefan Huber      |
| 12.                                                             | 21 lutego 2021                                                  | Villach                                                         | HS-98                                                           | –                                                               | Maximilian Ortner    | Francisco Mörth      | Mika Schwann      |
| 13.                                                             | 27 lutego 2021                                                  | Oberhof                                                         | HS-100                                                          | –                                                               | Maximilian Ortner    | Philipp Raimund      | Francisco Mörth   |
| 14.                                                             | 28 lutego 2021                                                  | Oberhof                                                         | HS-100                                                          | –                                                               | Francisco Mörth      | Maximilian Ortner    | Mark Hafnar       |
| FIS Cup w skokach narciarskich 2020/2021 – klasyfikacja końcowa | FIS Cup w skokach narciarskich 2020/2021 – klasyfikacja końcowa | FIS Cup w skokach narciarskich 2020/2021 – klasyfikacja końcowa | FIS Cup w skokach narciarskich 2020/2021 – klasyfikacja końcowa | FIS Cup w skokach narciarskich 2020/2021 – klasyfikacja końcowa | Maximilian Ortner    | Stefan Huber         | Francisco Mörth   |

## Statystyki indywidualne
| Zawodnik | Râșnov 03.10 | Râșnov 04.10 | Kandersteg 12.12 | Kandersteg 13.12 | Zakopane 09.01 | Zakopane 10.01 | Szczyrk 19.01 | Szczyrk 20.01 | Lahti 06.02 | Lahti 07.02 | Villach 20.02 | Villach 21.02 | Oberhof 27.02 | Oberhof 28.02 |
| Austria | Austria      | Austria      | Austria          | Austria          | Austria        | Austria        | Austria       | Austria       | Austria     | Austria     | Austria       | Austria       | Austria       | Austria       |
| --- | ------------ | ------------ | ---------------- | ---------------- | -------------- | -------------- | ------------- | ------------- | ----------- | ----------- | ------------- | ------------- | ------------- | ------------- |
| Clemens Aigner | –            | –            | 5                | 9                | 13             | 5              | 6             | 6             | 41          | 31          | 4             | 4             | 15            | 7             |
| Niklas Bachlinger | –            | –            | 1                | 1                | 8              | dsq            | –             | –             | –           | –           | –             | –             | –             | –             |
| David Haagen | –            | –            | 17               | 6                | 14             | 11             | –             | –             | –           | –           | –             | –             | –             | –             |
| Stefan Huber | –            | –            | 6                | 5                | 2              | 4              | 13            | 13            | 5           | 13          | 3             | 5             | 5             | 14            |
| Timon-Pascal Kahofer | –            | –            | –                | –                | –              | –              | 4             | 2             | –           | –           | –             | –             | –             | –             |
| Aaron Kugler | –            | –            | –                | –                | –              | –              | –             | –             | –           | –           | 39            | dsq           | –             | –             |
| Hannes Landerer | –            | –            | –                | –                | –              | –              | –             | –             | 1           | 4           | 9             | 9             | –             | –             |
| Maximilian Lienher | –            | –            | –                | –                | –              | –              | 10            | 20            | 48          | 53          | 7             | 13            | 20            | 40            |
| Elias Medwed | –            | –            | 16               | dsq              | 1              | 1              | –             | –             | –           | –           | –             | –             | –             | –             |
| Florian Mittendorfer | –            | –            | –                | –                | –              | –              | –             | –             | –           | –           | 22            | 17            | –             | –             |
| Jannik Morin | –            | –            | –                | –                | –              | –              | –             | –             | –           | –           | 37            | 32            | –             | –             |
| Francisco Mörth | –            | –            | –                | –                | –              | –              | 17            | 10            | 18          | 17          | 2             | 2             | 3             | 1             |
| Maximilian Ortner | –            | –            | 3                | 4                | 33             | 50             | –             | –             | 3           | 2           | 1             | 1             | 1             | 2             |
| Stefan Rainer | –            | –            | 2                | 2                | –              | –              | 10            | 12            | –           | –           | –             | –             | –             | –             |
| Janni Reisenauer | –            | –            | –                | –                | 25             | 12             | 5             | 7             | 15          | 14          | 8             | 7             | 35            | 34            |
| Peter Resinger | –            | –            | –                | –                | 12             | 14             | –             | –             | –           | –           | –             | –             | 10            | 15            |
| Josef Ritzer | –            | –            | –                | –                | –              | –              | –             | –             | –           | –           | 24            | 20            | –             | –             |
| Markus Rupitsch | –            | –            | –                | –                | –              | –              | 19            | 16            | 35          | 45          | 11            | 11            | –             | –             |
| Jonas Schuster | –            | –            | –                | –                | –              | –              | –             | –             | 4           | 7           | –             | –             | –             | –             |
| Mika Schwann | –            | –            | 10               | 11               | –              | –              | 2             | 7             | 21          | 11          | 5             | 3             | 13            | 27            |
| Daniel Tschofenig | –            | –            | 30               | 3                | –              | –              | –             | –             | –           | –           | –             | –             | –             | –             |
| Lukas Wakolbinger | –            | –            | –                | –                | –              | –              | –             | –             | –           | –           | –             | –             | dsq           | 37            |
| Kilian Weichselbraun | –            | –            | –                | –                | –              | –              | –             | –             | –           | –           | 43            | 39            | –             | –             |
| Julian Wienerroither | –            | –            | –                | –                | –              | –              | 20            | 25            | –           | –           | 6             | 8             | 24            | 9             |
| Ulrich Wohlgenannt | –            | –            | –                | –                | 6              | 2              | –             | –             | –           | –           | –             | –             | –             | –             |
| Marco Wörgötter | –            | –            | 8                | 14               | 27             | 16             | –             | –             | –           | –           | –             | –             | –             | –             |
| Czechy |              |              |                  |                  |                |                |               |               |             |             |               |               |               |               |
| Kryštof Hauser | 7            | 8            | –                | –                | –              | dns            | 50            | 61            | 66          | 64          | –             | –             | –             | –             |
| František Holík | –            | –            | –                | –                | –              | –              | 54            | 29            | –           | –           | 34            | 21            | –             | –             |
| Benedikt Holub | 4            | 3            | –                | –                | 55             | 31             | 59            | 39            | –           | –           | 31            | 23            | –             | –             |
| Filip Křenek | –            | –            | –                | –                | –              | –              | 56            | 63            | –           | –           | –             | –             | –             | –             |
| Damián Lasota | –            | –            | –                | –                | 67             | 67             | 62            | 54            | –           | –           | –             | –             | –             | –             |
| František Lejsek | –            | –            | –                | –                | –              | –              | 53            | 44            | 45          | 61          | 42            | 33            | –             | –             |
| Radek Rýdl | –            | –            | –                | –                | 39             | 60             | 43            | 27            | 64          | 41          | 15            | 15            | –             | –             |
| Filip Sakala | –            | –            | –                | –                | 22             | 40             | –             | –             | –           | –           | –             | –             | –             | –             |
| Radek Selcer | 9            | 9            | –                | –                | 60             | 58             | 44            | 43            | –           | –           | –             | –             | –             | –             |
| Jakub Šikola | 6            | 7            | –                | –                | 65             | 74             | 52            | 49            | –           | –           | 33            | 27            | –             | –             |
| Vojtěch Štursa | –            | –            | –                | –                | dns            | 29             | –             | –             | –           | –           | –             | –             | –             | –             |
| Petr Vaverka | 10           | 17           | –                | –                | 66             | 73             | 40            | 46            | 65          | 67          | –             | –             | –             | –             |
| Estonia |              |              |                  |                  |                |                |               |               |             |             |               |               |               |               |
| Markkus Alter | –            | –            | –                | –                | –              | –              | –             | –             | –           | 70          | –             | –             | –             | –             |
| Markus Kägu | –            | –            | –                | –                | –              | –              | –             | –             | –           | dns         | –             | –             | –             | –             |
| Kevin Maltsev | –            | –            | –                | –                | 28             | 30             | –             | –             | –           | –           | –             | –             | –             | –             |
| Karel Rammo | –            | –            | –                | –                | –              | –              | –             | –             | 80          | 82          | –             | –             | –             | –             |
| Finlandia |              |              |                  |                  |                |                |               |               |             |             |               |               |               |               |
| Mico Ahonen | –            | –            | –                | –                | –              | –              | –             | –             | 45          | 50          | –             | –             | –             | –             |
| Lauri-Matias Ala-Talkkari | –            | –            | –                | –                | –              | –              | –             | –             | 71          | 79          | –             | –             | –             | –             |
| Andreas Alamommo | –            | –            | –                | –                | –              | –              | –             | –             | 25          | 21          | –             | –             | –             | –             |
| Kalle Heikkinen | –            | –            | –                | –                | –              | –              | –             | –             | 13          | 25          | –             | –             | –             | –             |
| Valtteri Holopainen | –            | –            | –                | –                | –              | –              | –             | –             | 75          | 77          | –             | –             | –             | –             |
| Henri Kavilo | –            | –            | –                | –                | –              | –              | –             | –             | 31          | 34          | –             | –             | –             | –             |
| Tuomas Kinnunen | –            | –            | –                | –                | –              | –              | –             | –             | 63          | 59          | –             | –             | –             | –             |
| Tomas Kuisma | –            | –            | –                | –                | –              | –              | –             | –             | 72          | 71          | –             | –             | –             | –             |
| Tuomas Meis | –            | –            | –                | –                | –              | –              | –             | –             | 78          | 84          | –             | –             | –             | –             |
| Eelis Meriläinen | –            | –            | –                | –                | –              | –              | –             | –             | 66          | 65          | –             | –             | –             | –             |
| Eetu Meriläinen | –            | –            | –                | –                | –              | –              | –             | –             | 37          | 28          | –             | –             | –             | –             |
| Vilho Palosaari | –            | –            | –                | –                | –              | –              | –             | –             | 56          | 57          | –             | –             | –             | –             |
| Arttu Pohjola | –            | –            | –                | –                | –              | –              | –             | –             | 43          | 16          | –             | –             | –             | –             |
| Paavo Romppainen | –            | –            | –                | –                | –              | –              | –             | –             | 70          | 69          | –             | –             | –             | –             |
| Sami Saapunki | –            | –            | –                | –                | –              | –              | –             | –             | 47          | 51          | –             | –             | –             | –             |
| Onni Kasperi Sivén | –            | –            | –                | –                | –              | –              | –             | –             | 53          | dsq         | –             | –             | –             | –             |
| Kalle Törmänen | –            | –            | –                | –                | –              | –              | –             | –             | 76          | 81          | –             | –             | –             | –             |
| Kasperi Valto | –            | –            | –                | –                | –              | –              | –             | –             | 61          | 63          | –             | –             | –             | –             |
| Tatu Voutilainen | –            | –            | –                | –                | –              | –              | –             | –             | 68          | 74          | –             | –             | –             | –             |
| Francja |              |              |                  |                  |                |                |               |               |             |             |               |               |               |               |
| Alessandro Batby | –            | –            | 33               | 17               | –              | –              | –             | –             | 36          | 15          | –             | –             | 25            | 58            |
| Maël Bégrand | –            | –            | –                | –                | –              | –              | –             | –             | –           | –           | –             | –             | 54            | 60            |
| Paul Brasme | –            | –            | 24               | 25               | –              | –              | –             | –             | –           | –           | –             | –             | –             | –             |
| Jules Chervet | –            | –            | 42               | dsq              | –              | –              | –             | –             | –           | –           | –             | –             | –             | –             |
| Mathis Contamine | –            | –            | 9                | dsq              | –              | –              | –             | –             | 52          | 48          | –             | –             | 8             | 43            |
| Valentin Foubert | –            | –            | 14               | 8                | –              | –              | –             | –             | 24          | 33          | –             | –             | 34            | 28            |
| Julien Gay | –            | –            | 41               | 40               | –              | –              | –             | –             | –           | –           | –             | –             | 68            | 63            |
| Enzo Milesi | –            | –            | 35               | 33               | –              | –              | –             | –             | –           | –           | –             | –             | 56            | dsq           |
| Ari Repellin | –            | –            | 38               | 38               | –              | –              | –             | –             | –           | –           | –             | –             | –             | –             |
| Jack White | –            | –            | 12               | dsq              | –              | –              | –             | –             | 32          | 32          | –             | –             | 30            | 18            |
| Japonia |              |              |                  |                  |                |                |               |               |             |             |               |               |               |               |
| Tatsunao Kobayashi | –            | –            | –                | –                | –              | –              | –             | –             | 42          | 55          | –             | –             | –             | –             |
| Sōta Kudō | –            | –            | –                | –                | –              | –              | –             | –             | 55          | 66          | –             | –             | –             | –             |
| Ren Nikaidō | –            | –            | –                | –                | –              | –              | –             | –             | 7           | 6           | –             | –             | –             | –             |
| Shun Ōi | –            | –            | –                | –                | –              | –              | –             | –             | 59          | 68          | –             | –             | –             | –             |
| Daimatsu Takehana | –            | –            | –                | –                | –              | –              | –             | –             | 49          | 41          | –             | –             | –             | –             |
| Niemcy |              |              |                  |                  |                |                |               |               |             |             |               |               |               |               |
| Moritz Baer | –            | –            | –                | –                | –              | –              | 26            | 9             | –           | –           | –             | –             | 43            | 16            |
| Finn Braun | –            | –            | –                | –                | –              | –              | –             | –             | –           | –           | –             | –             | 39            | 50            |
| Richard Freitag | –            | –            | –                | –                | –              | –              | 1             | 5             | –           | –           | –             | –             | 21            | 20            |
| Philipp Fries | –            | –            | –                | –                | –              | –              | –             | –             | –           | –           | –             | –             | 60            | 54            |
| Eric Fuchs | –            | –            | 27               | 32               | –              | –              | –             | –             | 61          | 43          | 40            | 25            | 57            | 49            |
| Tim Fuchs | –            | –            | 44               | 35               | 43             | 26             | 36            | 57            | –           | –           | 31            | 18            | –             | –             |
| Luca Geyer | –            | –            | 15               | 20               | 61             | 63             | –             | –             | 44          | 56          | –             | –             | 27            | 30            |
| Paul Justus Grundmann | –            | –            | –                | –                | –              | –              | –             | –             | –           | –           | –             | –             | 45            | 38            |
| Claudio Haas | –            | –            | 7                | 12               | 40             | 28             | –             | –             | 39          | 24          | 12            | 6             | 12            | 22            |
| Tim Hettich | –            | –            | –                | –                | –              | –              | –             | –             | –           | –           | –             | –             | 49            | 51            |
| Felix Hoffmann | –            | –            | 11               | 18               | 23             | 25             | 15            | 21            | –           | –           | 35            | 28            | –             | –             |
| Marinus Kraus | –            | –            | –                | –                | –              | –              | –             | –             | –           | –           | 16            | 26            | 38            | 39            |
| Justin Lisso | –            | –            | 29               | 34               | dns            | –              | 33            | 19            | –           | –           | 27            | 30            | 23            | 21            |
| Kilian Märkl | –            | –            | –                | –                | –              | –              | –             | –             | –           | –           | –             | –             | 7             | 10            |
| Quirin Modricker | –            | –            | 44               | 21               | 58             | 47             | –             | –             | 14          | 20          | 18            | 19            | 33            | 48            |
| Philipp Raimund | –            | –            | –                | –                | 11             | 8              | 9             | 1             | –           | –           | –             | –             | 2             | 4             |
| Sebastian Rombach | –            | –            | 21               | dsq              | –              | –              | –             | –             | –           | –           | 21            | 12            | 40            | 33            |
| Luca Roth | –            | –            | –                | –                | 15             | 18             | dsq           | 17            | –           | –           | –             | –             | 14            | 8             |
| Adrian Sell | –            | –            | –                | –                | 21             | 33             | 21            | 4             | –           | –           | –             | –             | 18            | 11            |
| David Siegel | –            | –            | –                | –                | –              | –              | 8             | 3             | –           | –           | –             | –             | 9             | 6             |
| Simon Spiewok | –            | –            | 13               | 27               | –              | –              | –             | –             | 17          | 19          | –             | –             | 25            | 24            |
| Cedrik Weigel | –            | –            | –                | –                | –              | –              | –             | –             | –           | –           | 20            | 31            | –             | –             |
| Andreas Wellinger | –            | –            | –                | –                | –              | –              | 28            | 45            | –           | –           | –             | –             | –             | –             |
| Paul Winter | –            | –            | 28               | 23               | 42             | 45             | –             | –             | –           | –           | 19            | 14            | 42            | 23            |
| Norwegia |              |              |                  |                  |                |                |               |               |             |             |               |               |               |               |
| Pål-Håkon Bjørtomt | –            | –            | –                | –                | –              | –              | –             | –             | 19          | 47          | –             | –             | –             | –             |
| Andreas Varsi Breivik | –            | –            | –                | –                | –              | –              | –             | –             | 9           | 8           | –             | –             | –             | –             |
| Jostein Saglien Bråten | –            | –            | –                | –                | –              | –              | –             | –             | 58          | 52          | –             | –             | –             | –             |
| Eirik Leander Fystro | –            | –            | –                | –                | –              | –              | –             | –             | 12          | 30          | –             | –             | –             | –             |
| Marius Aas Hast | –            | –            | –                | –                | –              | –              | –             | –             | 29          | 18          | –             | –             | –             | –             |
| Simen Meen Haugeng | –            | –            | –                | –                | –              | –              | –             | –             | 23          | 49          | –             | –             | –             | –             |
| Polska |              |              |                  |                  |                |                |               |               |             |             |               |               |               |               |
| Stanisław Ciszek | –            | –            | 39               | 36               | 68             | 58             | 41            | 47            | –           | –           | 26            | 40            | –             | –             |
| Wiktor Fickowski | –            | –            | –                | –                | 73             | dsq            | –             | –             | –           | –           | –             | –             | –             | –             |
| Mateusz Gruszka | –            | –            | 23               | 16               | 34             | 32             | 12            | 30            | 40          | 27          | –             | –             | 47            | 29            |
| Jan Habdas | –            | –            | 25               | 19               | 56             | 34             | 25            | 11            | 26          | 37          | –             | –             | 41            | 44            |
| Stefan Hula | –            | –            | –                | –                | 36             | 10             | –             | –             | –           | –           | –             | –             | –             | –             |
| Arkadiusz Jojko | –            | –            | 26               | dsq              | dns            | 22             | 23            | 37            | 34          | 26          | –             | –             | 36            | 56            |
| Kacper Juroszek | –            | –            | 18               | 24               | 59             | 51             | 22            | dsq           | 49          | 38          | –             | –             | 32            | 19            |
| Krzysztof Kieta | –            | –            | 31               | 26               | 53             | 57             | 48            | –             | –           | –           | 36            | 38            | –             | –             |
| Jarosław Krzak | –            | –            | 37               | dsq              | 38             | 53             | 3             | 32            | –           | –           | –             | –             | –             | –             |
| Krzysztof Leja | –            | –            | –                | –                | 35             | 38             | –             | 24            | –           | –           | –             | –             | –             | –             |
| Stanisław Majerczyk | –            | –            | 46               | 39               | –              | dns            | –             | –             | –           | –           | –             | –             | –             | –             |
| Karol Niemczyk | –            | –            | –                | –                | 17             | 48             | 34            | 64            | –           | –           | 29            | 24            | –             | –             |
| Adam Niżnik | –            | –            | –                | –                | 29             | 24             | 32            | 22            | 51          | 53          | –             | –             | 46            | 24            |
| Wiktor Pękala | –            | –            | –                | –                | 46             | 56             | –             | 25            | –           | –           | 25            | 35            | –             | –             |
| Tomasz Pilch | –            | –            | –                | –                | 5              | 7              | –             | –             | –           | –           | –             | –             | –             | –             |
| Robert Ryś | –            | –            | –                | –                | 74             | 71             | –             | –             | –           | –           | –             | –             | –             | –             |
| Jan Rzadkosz | –            | –            | –                | –                | 71             | 64             | –             | –             | –           | –           | –             | –             | –             | –             |
| Wiktor Węgrzynkiewicz | –            | –            | –                | –                | 69             | 68             | –             | –             | –           | –           | –             | –             | –             | –             |
| Marcin Wróbel | –            | –            | –                | –                | 62             | 62             | –             | –             | –           | –           | –             | –             | –             | –             |
| Szymon Zapotoczny | –            | –            | 36               | 28               | 37             | 42             | 55            | –             | –           | –           | 23            | 29            | 50            | dsq           |
| Rosja |              |              |                  |                  |                |                |               |               |             |             |               |               |               |               |
| Maksim Alczikow | –            | –            | –                | –                | –              | –              | –             | –             | 60          | 62          | 41            | 37            | 48            | 52            |
| Aleksandr Bażenow | –            | –            | –                | –                | –              | –              | –             | –             | –           | –           | 10            | 10            | 37            | 32            |
| Daniła Bukin | –            | –            | –                | –                | dsq            | dsq            | –             | –             | –           | –           | 38            | 41            | 64            | 57            |
| Maksim Duka | –            | –            | –                | –                | 47             | 61             | –             | –             | –           | –           | 30            | dsq           | 52            | dsq           |
| Maksim Kołobow | –            | –            | –                | –                | –              | –              | –             | –             | 22          | 10          | –             | –             | –             | –             |
| Iwan Łanin | –            | –            | –                | –                | 52             | 70             | –             | –             | –           | –           | –             | –             | –             | –             |
| Artiom Miasnikow | –            | –            | –                | –                | 75             | 69             | –             | –             | –           | –           | 45            | 42            | 62            | 59            |
| Michaił Purtow | –            | –            | –                | –                | –              | –              | –             | –             | 20          | 29          | –             | –             | –             | –             |
| Danił Sadriejew | –            | –            | –                | –                | –              | –              | –             | –             | 30          | 9           | –             | –             | –             | –             |
| Aleksandr Sardyko | –            | –            | –                | –                | 49             | 41             | –             | –             | –           | –           | –             | –             | –             | –             |
| Rumunia |              |              |                  |                  |                |                |               |               |             |             |               |               |               |               |
| Radu Ardelean | –            | –            | –                | –                | –              | –              | 61            | 56            | –           | –           | –             | –             | 63            | 61            |
| Lorant Benedek | 23           | 22           | –                | –                | –              | –              | –             | –             | –           | –           | –             | –             | –             | –             |
| Daniel Cacina | 5            | 6            | –                | –                | –              | dns            | –             | –             | –           | 44          | –             | –             | –             | –             |
| Andrei Feldorean | 3            | 4            | –                | –                | 41             | 34             | 49            | 35            | –           | –           | –             | –             | –             | –             |
| Florin Feroiu | 15           | 14           | 49               | 44               | –              | –              | 58            | 51            | 79          | 80          | –             | –             | 67            | 65            |
| Alexandru Folea | 21           | 18           | 50               | 45               | –              | –              | 63            | 58            | 74          | 78          | –             | –             | 66            | 62            |
| Angelo Gobel | 22           | 20           | –                | –                | –              | –              | –             | –             | –           | –           | –             | –             | –             | –             |
| Mircea Jipescu | 19           | 16           | 51               | 46               | –              | –              | 65            | dns           | –           | –           | –             | –             | –             | –             |
| Sorin Mitrofan | 2            | 5            | –                | –                | 45             | 52             | 47            | 34            | –           | –           | –             | –             | –             | –             |
| Robert Săndulescu | 14           | 12           | –                | –                | –              | dns            | 57            | 53            | 73          | 75          | –             | –             | 65            | 64            |
| Mihnea Spulber | 11           | 13           | –                | –                | 57             | 65             | 51            | 52            | –           | –           | –             | –             | –             | –             |
| Csaba Szabo | 16           | 15           | –                | –                | –              | –              | dns           | dns           | –           | –           | –             | –             | –             | –             |
| Serbia |              |              |                  |                  |                |                |               |               |             |             |               |               |               |               |
| Nikola Stevanović | –            | –            | –                | –                | –              | –              | –             | –             | –           | –           | 47            | 44            | –             | –             |
| Słowacja |              |              |                  |                  |                |                |               |               |             |             |               |               |               |               |
| Erik Kapiaš | 20           | 21           | –                | –                | –              | –              | 64            | 59            | 81          | 83          | –             | –             | –             | –             |
| Słowenia |              |              |                  |                  |                |                |               |               |             |             |               |               |               |               |
| Maksim Bartolj | –            | –            | –                | –                | –              | –              | 38            | 28            | –           | –           | –             | –             | –             | –             |
| Jan Bombek | –            | –            | –                | –                | 18             | 19             | –             | –             | 16          | 23          | –             | –             | 19            | 36            |
| Taj Ekart | –            | –            | –                | –                | –              | –              | 24            | 39            | –           | –           | –             | –             | 28            | 35            |
| Tjaš Grilc | –            | –            | –                | –                | 10             | 39             | –             | –             | –           | –           | –             | –             | 16            | 17            |
| Mark Hafnar | –            | –            | –                | –                | 26             | 23             | –             | –             | 38          | 36          | –             | –             | 31            | 3             |
| Matic Hladnik | –            | –            | –                | –                | –              | –              | –             | –             | –           | –           | –             | –             | 29            | dsq           |
| Miha Lipovšek Ročnik | –            | –            | –                | –                | –              | –              | –             | –             | –           | –           | –             | –             | 59            | 41            |
| Rok Masle | –            | –            | –                | –                | 4              | 6              | –             | –             | 11          | 12          | –             | –             | 6             | 5             |
| Žak Mogel | –            | –            | –                | –                | 20             | 36             | –             | –             | 10          | 3           | –             | –             | 11            | 12            |
| Rok Oblak | –            | –            | –                | –                | –              | –              | –             | –             | –           | –           | –             | –             | 22            | 26            |
| Jernej Presečnik | –            | –            | –                | –                | 3              | 3              | –             | –             | 6           | 5           | –             | –             | 4             | 13            |
| Ernest Prišlič | –            | –            | –                | –                | 64             | 15             | –             | –             | –           | –           | –             | –             | –             | –             |
| Luka Robnik | –            | –            | –                | –                | –              | –              | –             | –             | –           | –           | 17            | 22            | –             | –             |
| Matevž Samec | –            | –            | –                | –                | 30             | 27             | 30            | 48            | –           | –           | 13            | –             | –             | –             |
| Anže Semenič | –            | –            | –                | –                | 24             | 20             | –             | –             | –           | –           | –             | –             | –             | –             |
| Marcel Stržinar | –            | –            | –                | –                | 19             | 17             | –             | –             | –           | –           | –             | –             | –             | –             |
| Matija Štemberger | –            | –            | –                | –                | –              | –              | –             | –             | –           | –           | 44            | 36            | –             | –             |
| Nejc Toporiš | –            | –            | –                | –                | –              | –              | 39            | 38            | –           | –           | 28            | 34            | –             | –             |
| Matija Vidic | –            | –            | –                | –                | –              | –              | 42            | 31            | –           | –           | 13            | 16            | –             | –             |
| Ožbe Zupan | –            | –            | –                | –                | –              | –              | 31            | 23            | –           | –           | –             | –             | –             | –             |
| Stany Zjednoczone |              |              |                  |                  |                |                |               |               |             |             |               |               |               |               |
| Erik Belshaw | 13           | 11           | –                | –                | 50             | 54             | –             | –             | 33          | 34          | –             | –             | –             | –             |
| Decker Dean | –            | –            | –                | –                | 9              | 13             | –             | –             | –           | –           | –             | –             | –             | –             |
| Patrick Gasienica | –            | –            | –                | –                | 32             | dsq            | –             | –             | –           | –           | –             | –             | –             | –             |
| Hunter Gibson | –            | –            | –                | –                | 70             | 72             | –             | –             | –           | –           | –             | –             | –             | –             |
| Bryce Kloc | –            | –            | –                | –                | –              | –              | –             | –             | –           | –           | 46            | 43            | –             | –             |
| Shane Kocher | –            | –            | –                | –                | 72             | 75             | –             | –             | 77          | 76          | –             | –             | –             | –             |
| Landon Lee | –            | –            | –                | –                | –              | –              | –             | –             | dns         | 73          | –             | –             | –             | –             |
| Andrew Urlaub | –            | –            | –                | –                | 7              | 21             | –             | –             | dsq         | 58          | –             | –             | –             | –             |
| Szwajcaria |              |              |                  |                  |                |                |               |               |             |             |               |               |               |               |
| Sandro Hauswirth | –            | –            | 19               | 10               | 31             | 43             | –             | –             | –           | –           | –             | –             | 17            | 46            |
| Remo Imhof | –            | –            | 48               | 41               | 75             | 66             | –             | –             | –           | –           | –             | –             | 55            | 31            |
| Juri Kesseli | –            | –            | –                | 42               | –              | –              | –             | –             | –           | –           | –             | –             | –             | –             |
| Lars Kindlimann | –            | –            | 20               | 13               | –              | –              | –             | –             | –           | –           | –             | –             | 44            | 45            |
| Olan Lacroix | –            | –            | 22               | 30               | 51             | 49             | –             | –             | 69          | 72          | –             | –             | 58            | 42            |
| Dominik Peter | –            | –            | –                | –                | –              | –              | –             | –             | 2           | 1           | –             | –             | –             | –             |
| Andreas Schuler | –            | –            | 4                | 7                | 15             | 9              | –             | –             | –           | –           | –             | –             | –             | –             |
| Marius Sieber | –            | –            | 47               | 37               | –              | –              | –             | –             | –           | –           | –             | –             | –             | –             |
| Micha Sturm | –            | –            | –                | 43               | –              | –              | –             | –             | –           | –           | –             | –             | –             | –             |
| Yanick Wasser | –            | –            | 34               | 29               | –              | –              | –             | –             | –           | –           | –             | –             | 51            | 53            |
| Ukraina |              |              |                  |                  |                |                |               |               |             |             |               |               |               |               |
| Denys Cwietkow | –            | –            | –                | –                | –              | –              | dsq           | 62            | –           | –           | –             | –             | –             | –             |
| Jurij Janiuk | 18           | 19           | –                | –                | –              | –              | 60            | 60            | –           | –           | –             | –             | –             | –             |
| Witalij Kaliniczenko | 17           | 1            | –                | –                | –              | –              | 16            | 14            | –           | –           | –             | –             | –             | –             |
| Anton Korczuk | 8            | dns          | –                | –                | –              | –              | 45            | 55            | –           | –           | –             | –             | –             | –             |
| Jewhen Marusiak | 1            | 2            | –                | –                | –              | –              | 35            | 41            | –           | –           | –             | –             | –             | –             |
| Andrij Waskuł | 12           | 10           | –                | –                | –              | –              | 37            | dsq           | –           | –           | –             | –             | –             | –             |
| Włochy |              |              |                  |                  |                |                |               |               |             |             |               |               |               |               |
| Giovanni Bresadola | –            | –            | –                | –                | –              | –              | 7             | 18            | 8           | 39          | –             | –             | –             | –             |
| Andrea Campregher | –            | –            | –                | –                | 54             | 55             | 46            | 50            | 57          | 60          | –             | –             | 61            | 55            |
| Francesco Cecon | –            | –            | 40               | 21               | 44             | 37             | 18            | 42            | 27          | 22          | –             | –             | –             | –             |
| Mattia Galiani | –            | –            | 43               | 31               | 63             | 45             | 29            | 33            | 54          | 46          | –             | –             | 53            | 47            |
| Alex Insam | –            | –            | –                | –                | –              | –              | 14            | 14            | –           | –           | –             | –             | –             | –             |
| Daniel Moroder | –            | –            | 31               | 15               | 48             | 43             | 27            | 36            | 28          | 40          | –             | –             | –             | –             |
| 1-3 4-30 poniżej 30 dns – Zawodnik zgłoszony, nie wystartował w konkursie. dsq – Zawodnik został zdyskwalifikowany w konkursie - – Zawodnik nie został zgłoszony do konkursu. |              |              |                  |                  |                |                |               |               |             |             |               |               |               |               |

## Klasyfikacja generalna
Stan po zakończeniu sezonu 2020/2021
| Miejsce | Zawodnik             | Występy | Punkty |
| ------- | -------------------- | ------- | ------ |
| 1.      | Maximilian Ortner    | 10      | 630    |
| 2.      | Stefan Huber         | 12      | 488    |
| 3.      | Francisco Mörth      | 8       | 387    |
| 4.      | Clemens Aigner       | 12      | 371    |
| 5.      | Mika Schwann         | 10      | 329    |
| 6.      | Philipp Raimund      | 6       | 315    |
| 7.      | Jernej Presečnik     | 6       | 275    |
| 8.      | Niklas Bachlinger    | 4       | 232    |
| 9.      | Rok Masle            | 6       | 221    |
| 10.     | Elias Medwed         | 4       | 215    |
| 11.     | Janni Reisenauer     | 10      | 211    |
| 12.     | Stefan Rainer        | 4       | 208    |
| 12.     | Hannes Landerer      | 4       | 208    |
| 14.     | Jewhen Marusiak      | 4       | 180    |
| 14.     | Dominik Peter        | 2       | 180    |
| 16.     | Richard Freitag      | 4       | 167    |
| 17.     | Claudio Haas         | 10      | 161    |
| 17.     | David Siegel         | 4       | 161    |
| 19.     | Witalij Kaliniczenko | 4       | 147    |
| 20.     | Žak Mogel            | 6       | 145    |
| ...     |                      |         |        |